# DevilDriver
DevilDriver es una banda estadounidense de heavy metal formada en Santa Bárbara en 2002. La banda está formada por Dez Fafara (Coal Chamber) Mike Spreitzer, Neal Tiemann, Diego Ibarra y Austin D'Amond.
Devildriver era el nombre que le daban las brujas a las campanas que usaban para manejar el mal que invocaban con sus hechizos.

## Historia
El grupo fue comenzado por Dez Fafara y Evan Pitts. Dez Fafara era el líder de la banda Coal Chamber, de la cual se separó antes de empezar con DevilDriver, por razones que aún son objeto de debate.
DevilDriver, completado por los guitarristas Evan y Jeff, el bajista Jon y el baterista John, se concibió en 2001, durante el proceso de grabación de “Dark days”, el tercer álbum de Coal Chamber. Fafara quería añadir gordura y peso a su producción musical. Durante algún tiempo había estado pensando en moverse hacia una dirección más fresca y metálica cuando finalmente DevilDriver llegó a realizarse.
Fafara llamó a Evan y el guitarrista fue a su casa, rápidamente se hicieron buenos amigos. El resto de DevilDriver fue reunido con miembros de otras bandas de la ciudad. Las cosas funcionaron, y la banda, en su estado embrionario, pasó alrededor de un año ensayando y creando las maquetas de lo que luego sería su primer disco. Fafara sabía que en cuanto terminara de girar con su otra banda dedicaría toda su energía a DevilDriver.

### Álbum homónimo (2002-2004)
“DevilDriver” incluye doce canciones y fue grabado en dos estudios y con dos productores distintos. Las baterías y las principales guitarras se grabaron con Ross Hogarth en Rumbo, donde también se grabó el exitoso “Appetite for destruction” de la banda angelina Guns n Roses. Las voces, overdubs y pistas de bajo se grabaron con Dan Serta en Castle Oaks. Para todos los implicados fue una experiencia positiva.
Fafara admite que las influencias de black, death y heavy metal clásico han vuelto a levantar la cabeza en “DevilDriver”, y no compara a sus músicos con nadie que haya oído antes. En esencia, DevilDriver ha creado su propio estilo con rabia, oscuridad y furia.
Su primer álbum, que lleva el nombre de la banda, fue lanzado el 23 de octubre de 2003, bajo el sello Roadrunner Records. Dez quería centrarse más en el lado extremo de la música, influenciado por el groove metal alejándose un poco del sonido nu metal de su anterior banda Coal Chamber.

### The Fury of Our Maker's Hand (2005-2006)
Su segundo LP, The Fury of Our Maker's Hand, fue lanzado en el 2005, y en general fue bien recibido tanto por el público como por la crítica. La banda realizó numerosas giras para presentar el disco, incluyendo Estados Unidos, Europa y Australia como soporte de bandas como In Flames, Fear Factory, y Machine Head; también se presentaron en el Burning Daylight Tour encabezado por ellos mismos.
El 31 de octubre de 2006, DevilDriver relanza The Fury of Our Maker's Hand con tres canciones adicionales de estudio y tres grabaciones en vivo de temas anteriores. La edición especial también contiene un DVD con todos sus videos musicales hasta la fecha.

### The Last Kind Words (2007-2008)
El 16 de julio de 2007, sale a la luz el tercer disco de estudio de la banda, llamado The Last Kind Words. Fue grabado en los estudios Sonic Ranch en las afueras de El Paso, Texas. Este disco implica un cambio en el sonido de la banda hacia uno más extremo que los discos anteriores, por lo cual fue clasificado como death metal melódico .
En el 2007 DevilDriver promovió el álbum en el Download Festival en Donington Park como cabezas de cartel de Linkin Park, Iron Maiden, y My Chemical Romance. La banda también apareció en 2007 en el Ozzfest. Fafara había planeando para tomarse sus primeras seis semanas de baja en 11 años, pero Sharon Osbourne lo convenció para continuar. En un concierto en Detroit, Míchigan, una grabación se hizo con el intención de lanzar un DVD en vivo en 2008 aunque este material aún no ha salido a la venta.
El 16 de noviembre de 2007 Devildriver cambia de sello de discográfico de Roadrunner Records a Utopia Records por razones aún desconocidas. Ese mismo año sacaron la recopilación de su último disco The Last Kind Words con el sello Roadrunner.

### Pray for Villains (2009-2010)
El 21 de febrero de 2009 la banda se presentó en Australia en el Festival de Soundwave con bandas como Lamb of God e In Flames. Después de terminar su show en Melbourne, anunciaron que su nuevo álbum sería publicado el 14 de julio de 2009. La banda también estuvo de gira en los estados del Medio Oeste a mediados de mayo de 2009 con bandas como Slipknot , 3 Inches of Blood , y  All That Remains. También completó una gira europea junto a otros grupos como Behemoth y Suicide Silence.
El 14 de julio de 2009, Devildriver saca al mercado su cuarto álbum de estudio llamado Pray For Villains debutando en el #35 en el Billboard 200, con ventas estimadas en alrededor de 14.600, mostrando una mejora respecto a su lanzamiento anterior, The Last Kind Words, que debutó en el #48.
En marzo de 2010, DevilDriver participó en el festival Getaway Rock de 2010, que se celebró en Gävle, Suecia y comenzó el 8 de julio y terminó el día 10. La banda también fue incluida en una extensa gira por Reino Unido en noviembre de 2010 con 36 Crazyfists.

### Beast (2010-2012)
El quinto álbum de DevilDriver Beast fue grabado en los estudios Sonic Ranch en Tornillo, Texas, con el productor Mark Lewis, y fue puesto en libertad el 22 de febrero de 2011.
DevilDriver estuvo de gira por Australia junto a bandas como Iron Maiden, Slayer, All That Remains y Nonpoint para el Festival de Soundwave en febrero y marzo de 2011. Recientemente Jonathan Miller, el bajista de la banda desde el momento de su formación, se tomó un descanso de la banda para asistir a rehabilitación siendo sustituido por Aaron "Bubble" Patrick durante las giras, sin embargo los miembros de la banda han declarado que Miller permanece como un miembro estable dentro de la banda.

### Winter Kills (2013-presente), Cambios en la alineación e Hiato
En 2013, lanzaron su sexto álbum de estudio titulado Winter Kills el cual logró su mejor performance en el Billboard 200 alcanzando el número 32. Éste incluye el sencillo «The Appetite» y una versión de la canción «Sail», original de Awolnation.
El 8 de octubre de 2014, Dez Fafara anunció la salida de la banda del baterista John Boecklin y el guitarrista Jeff Kendrick. La banda estará en un ínterin hasta 2016 mientras Fafara retorna a Coal Chamber.
El 7 de enero de 2015, Dez Fafara anunció la entrada del baterista Austin D'Amond (Ex-Chimaira) a la banda en reemplazo de John Boecklin. Y el 19 de marzo del mismo año, anunció la entrada del guitarrista Neal Tiemann (Midwest Kings, The Anthemic, Burn Halo) en reemplazo de Jeff Kendrick. Neal Tiemann comenzó su carrera con Midwest Kings y pasó tiempo tocando con Caroline’s Spine, Burn Halo y Uncle Kracker entre otros.
El 2 de mayo de 2015, Dez Fafara aseguró que actualmente existen 12 nuevas canciones escritas para el siguiente álbum de DevilDriver. Devildriver tiene planeado grabar estas 12 canciones en octubre y noviembre de 2015, así el álbum sería lanzado en la primavera/verano (hemisferio norte) del año 2016, volviendo a los ciclos normales de grabación de la banda. Además agregó que él no quería a DevilDriver "detenido" tanto tiempo, que sólo necesitaban tomarse un descanso después de lanzar el álbum Winter Kills.

## Miembros

### Miembros actuales
- Dez Fafara: voz (2002-)
- Mike Spreitzer: guitarra (2004-)
- Austin D'Amond: batería (2015-)
- Diego Ibarra: bajo (2016-)
- Cody Haglund: guitarra rítmica (2021-)

### Miembros anteriores
- Evan Pitts: guitarra (2002-2004)
- Jonathan Miller: bajo (2002-2011)
- Jeff Kendrick: guitarra rítmica (2002-2014)
- John Boecklin: batería (2002-2014)
- Chris Towning: bajo (2012-2016)
- Neal Tiemann: guitarra rítmica (2015-2021)

### Miembros en tour
- Aaron «Bubble» Patrick: bajo (2011-2012)

## Discografía

### Álbumes
- Devildriver - 2003
- The Fury Of Our Maker´s Hand - 2005
- The Last Kind Words - 2007
- Pray For Villains - 2009
- Beast - 2011
- Winter Kills - 2013
- Trust No One - 2016
- Outlaws 'til the End, Vol. 1 - 2018
- Dealing with Demons I - 2020
- Dealing with Demons II - 2023

### EP
- Head on to Heartache - 2008

### Sencillos y videoclips
- "I Could Care Less" (2003)
- "Nothing's Wrong?" (2003)
- "Hold Back the Day" (2005)
- "End of the Line" (2005)
- "Not All Who Wander Are Lost" (2007)
- "Clouds Over California" (2007)
- "Pray For Villains" (2009)
- "Fate Stepped In" (2009)
- "Another Night In London" (2010)
- "Dead to rights" (2011)
- "The Appetite" (2013)
- "Daybreak" (2016)
- "My Night Sky" (2016)